# Lubuk Gadis
Lubuk Gadis is een bestuurslaag in het regentschap Seluma van de provincie Bengkulu, Indonesië. Lubuk Gadis telt 381 inwoners (volkstelling 2010).